# Dobrodjeja van Kiev
Eupraxia, ook genoemd Dobrodjeja Mstislavna (Kiev, 12e eeuw – Constantinopel, circa 1135) was een Roes prinses uit Kiev. Door haar huwelijk met Alexios uit het Byzantijnse Keizershuis Komnenos was zij medekeizerin-gemalin. Alexios was namelijk medekeizer van zijn vader Johannes II Komnenos.
Eupraxia bekwaamde zich in de geneeskunde.

## Persoonsverwisseling
Over de gemalin van medekeizer Alexios spreken de bronnen elkaar tegen. Volgens Byzantijnse auteurs ging het om Eupraxia of Dobrodjeja. Volgens Georgische bronnen ging het om prinses Kata van Georgië. Weer andere bronnen vermelden sequentieel Eupraxia als eerste echtgenote en Kata als tweede echtgenote; doch dit wordt recent niet meer gevolgd.
De persoonsverwisseling blijkt onder meer over de sterfdatum van Eupraxia: deze is onbekend. Byzantijnen situeerden haar sterfdatum voor het jaar 1136. Russische auteurs meenden dat zij Alexios overleefd heeft, en dat zij dus langer leefde dan het jaar 1142 en zij zou geleefd hebben als weduwe en praktiserend medicus. Persoonsverwisselingen liggen aan de basis van deze incoherente levensbeschrijvingen.

## Namen
- Dobrodjeja: dit was haar Roes naam bij geboorte. Russische schrijvers gebruiken deze voornaam.
- Mstislavna: haar tweede naam betekent dochter van Mstislav I de Grote, grootvorst van Kiev.
- Eupraxia: dit was een christennaam die de Byzantijnen gebruikten in Constantinopel.
- Irène: Dit was een bijnaam en mogelijks een keizerlijke titel die ze kreeg bij de troonsbestijging in Constantinopel. Dat prinses Kata van Georgië ook Irène genoemd werd, droeg bij tot de naamsverwarring.

## Levensloop

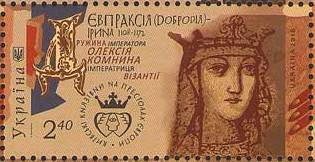
Als medekeizerin Eupraxia van Byzantium. Postzegel van Oekraïne.

Prinses Dobredjeja groeide op aan het hof in Kiev. Zij was een van de vele kinderen van grootvorst Mstislav I de Grote, van de dynastie der Ruriken. Haar vader huwelijkte haar uit aan de medekeizer van het naburige Byzantium Alexios Komnenos. Dobredjeja bekwaamde zich in de geneeskunde door Griekse wetenschappers en medici op te zoeken in Constantinopel. Zij begaf zich ook in de kringen van haar man’s tante Anna Komnene, die teruggetrokken in een klooster filosofie studeerde.
Het echtpaar kreeg slechts een kind, een dochter: Maria Komnenos. Maria werd uitgehuwelijkt aan generaal Alexios Axuches en ze stierf later krankzinnig (1167).
Dobrodjeja bedreef de geneeskunde. Zij kende de helende kracht van kruiden en balsems. Van haar geschrift hieromtrent, getiteld Masi, is een exemplaar bewaard in de Medici Bibliotheek van Florence, Italië.